# تونو لپمتس
تونو لپمتس (استونیایی: Tõnno Lepmets; ۳۱ مارس ۱۹۳۸ – ۲۶ ژوئن ۲۰۰۵) بازیکن بسکتبال اهل استونی بود.
از باشگاه‌هایی که در آن بازی کرده‌است می‌توان به باشگاه بسکتبال تالین کالو اشاره کرد.